# Down in the Valley (canzone)
Down in the Valley, nota anche come Birmingham Jail, è una canzone folk americana tradizionale. È stata registrata da molti artisti ed è inclusa nelle registrazioni Songs of Expanding America nel set di sei album di Burl Ives "Historical America in Song" .
I versetti che menzionano il "carcere di Birmingham" si riferiscono al carcere di Birmingham, Alabama, City che era ben noto a metà degli anni 1920, sebbene il riferimento fosse spesso omesso nelle versioni successive. Secondo un biografo del musicista folk Lead Belly, lo eseguì per il governatore del Texas Pat Neff presso il penitenziario di Sugarland nel 1924.
Il chitarrista Jimmie Tarlton dichiarò di aver scritto i testi nel 1925 mentre era in prigione a Birmingham. Fu registrata per la prima volta da Tarlton e dal suo partner Tom Darby il 10 novembre 1927 ad Atlanta, in Georgia, per la Columbia Records.
I testi variano, come con la maggior parte delle canzoni popolari. Ad esempio, a volte la riga "Hang your head over, hear the wind blow" è sostituita da "Late in the evening, hear the train blow". Nel 1927, Darby e Tarlton cantarono "down in the levee" al posto di "down in the valley"; la versione cantata da Lead Belly nel 1934 sostituisce "Shreveport jail" con "Birmingham jail".

## Registrazioni selezionate
- Darby e Tarlton (1927, Columbia 15212D) - vendette oltre 200 000 copie, uno dei best seller della Columbia all'epoca[4]
- The Andrews Sisters la registrarono nel 1944 e la loro versione raggiunse brevemente le classifiche.[5]
- Patti Page - una versione singola nel 1951.[6]
- Cisco Houston incluse la sua versione delle canzoni in due dei suoi album.
- Bing Crosby incluse la canzone in un miscuglio nel suo album 101 Gang Songs (1961)
- Connie Francis - incluse nel suo album Sing Insieme con Connie Francis (1961).[7]
- Jo Stafford - per il suo album Do I Hear a Waltz? (1966)
- Slim Whitman - nel suo album Cool Water (1968).[8]
- Jerry Garcia e David Grisman, nell'album del 1996 Shady Grove